# Inspektorat Graniczny nr 1
Inspektorat Graniczny nr 1 „Stawiski”/„Łomża” – jednostka organizacyjna Straży Granicznej pełniąca służbę ochronną na granicy polsko-niemieckiej w latach 1928–1939.

## Formowanie i zmiany organizacyjne
Rozporządzeniem Prezydenta Rzeczypospolitej Polskiej Ignacego Mościckiego z 22 marca 1928 roku, do ochrony północnej, zachodniej i południowej granicy państwa, a w szczególności do ich ochrony celnej, powoływano z dniem 2 kwietnia 1928 roku  Straż Graniczną.
Rozkazem nr 4 z 30 kwietnia 1928 roku w sprawach organizacji Mazowieckiego Inspektoratu Okręgowego naczelny inspektor Straży Celnej gen. bryg. Stefan Pasławski zatwierdził dyslokację, granice i strukturę inspektoratu granicznego nr 1 „Stawiska”.
Do 1929 roku w strukturze komisariatu Straży Granicznej „Rajgród” funkcjonował podkomisariat Straży Granicznej „Janówka”.
Rozkazem nr 9 z 18 października 1929 roku w sprawie reorganizacji Mazowieckiego Inspektoratu Okręgowego komendant Straży Granicznej płk Jan Jur-Gorzechowski powołał komisariat Straży Granicznej „Janówka”, przydzielił go do Inspektoratu Granicznego nr 1 „Stawiska”, określił numer i strukturę.
Tym samym rozkazem  komendant Straży Granicznej powołał komisariat Straży Granicznej „Leman”, przydzielił go do Inspektoratu Granicznego nr 1 „Stawiski”, określił numer i strukturę.
Rozkazem nr 5 z 2 września 1930 roku w sprawie nazw inspektoratów granicznych i komisariatów  komendant Straży Granicznej płk Jan Jur-Gorzechowski przeniósł z dniem 1 października 1930 siedzibę inspektoratu ze Stawisk do Łomży.
Rozkazem nr 7 z 23 października 1931 roku w sprawach organizacyjnych i etatowych , zlikwidowano Inspektorat Okręgowy nr VI. Należący wcześniej do Inspektoratu nr VI komisariat wewnętrzny SG „Białystok” przydzielono pod względem służbowym bezpośrednio do Komendy Straży Granicznej, a etatowo, ewidencyjnie i gospodarczo do Inspektoratu Granicznego „Łomża”.
Rozkazem nr 3 z 23 czerwca 1934 roku w sprawach [...] tworzenia i zniesienia posterunków informacyjnych', komendant Straży Granicznej płk Jan Jur-Gorzechowski utworzył placówkę II linii „Białystok”.
Rozkazem nr 1 z 31 marca 1937 roku w sprawach [...] likwidacji i tworzenia placówek, komendant Straży Granicznej płk Jan Gorzechowski zniósł posterunek wywiadowczy „Jedwabne”.
Z dniem 1 kwietnia 1938 posterunek SG „Ostrów Mazowiecka” został wyłączony z Obwodu „Łomża” i przekazany pod każdym względem do komisariatu wewnętrznego „Białystok”.
Rozkazem nr 2 z 8 września 1938 roku w sprawie terminologii odnośnie władz i jednostek organizacyjnych formacji, komendant Straży Granicznej płk Jan Gorzechowski nakazał zmienić nazwę Inspektoratu Granicznego „Łomża” na Obwód Straży Granicznej „Łomża”.
Rozkazem nr 2 z 16 stycznia 1939 roku w sprawie przejęcia odcinka granicy polsko-niemieckiej od Korpusu Ochrony Pogranicza na terenie Mazowieckiego Okręgu Straży Granicznej oraz przekazania Korpusowi Ochrony Pogranicza odcinka granicy na terenie Wschodniomałopolskiego Okręgu Straży Granicznej, komendant Straży Granicznej płk Jan Gorzechowski wydzielił komisariat „Myszyniec” z Odwodu SG „Przasnysz”  i przydzielił go do Odwodu SG „Łomża”.
Tym samym rozkazem płk Jan Gorzechowski przeniósł komisariat SG „Janówka” do Raczek i przydzielił go do Obwodu SG „Suwałki”. Wydzielił placówkę I linii „Młynek” z komisariatu „Raczki” i przydzielił go do komisariatu „Rajgród”.
Rozkazem nr 12 z 14 lipca 1939 roku w sprawie reorganizacji placówek II linii i posterunków wywiadowczych oraz obsady personalnej, komendant Straży Granicznej gen. bryg. Walerian Czuma zniósł placówkę II linii „Ostrołęka”.
Rozkazem nr 13 z 31 lipca 1939 roku w sprawach [...] przeniesienia siedzib i zmiany przydziałów jednostek organizacyjnych, komendant Straży Granicznej gen. bryg. Walerian Czuma wydzielił komisariat „Zaręby” z Odwodu SG „Przasnysz” i przydzielił go do Odwodu SG „Łomża”.

## Służba graniczna
Naczelny Inspektor Straży Celnej gen. bryg. Stefan Pasławski swoim rozkazem nr 1 z 12 marca 1928 roku w sprawach organizacji Mazowieckiego Inspektoratu Okręgowego określił granice inspektoratu granicznego: od wschodu: granica Mazowieckiego Inspektoratu Okręgowego, od zachodu: do placówki Straży Granicznej „Zimna” włącznie. 
Inspektorat ochraniał odcinek granicy państwowej o długości 126 kilometrów.
Rozkazem nr 3 z 27 lipca 1936 roku w sprawach reorganizacji placówek i zmiany przydziałów, komendant Straży Granicznej płk Jan Gorzechowski ustalił nowe rozgraniczenie pomiędzy inspektoratem „Łomża” a komisariatem wewnętrznym „Białystok”. Dla Inspektoratu Granicznego „Łomża” wyłącznie: wzdłuż drogi Małkinia- Kankowo-Niemiry-Zaręby, dalej drogą Zaręby-Nieszałty-Andrzejów-Grzymki- Polonia, dalej szosą Poloma-Osowiec-Zambrów-Menżęnin-Braniszewo-Tykocin- Krypno-Knyszyn-Jasionówka-Korycyn-Suchowok-Dombrowo-Lipsk. 
Sąsiednie inspektoraty:
- kompania graniczna KOP „Filipów” ⇔ Inspektorat Graniczny „Przasnysz” − 1928

## Kierownicy/komendanci inspektoratu
| stopień     | imię i nazwisko         | okres pełnienia służby   | kolejne stanowisko                            |
| ----------- | ----------------------- | ------------------------ | --------------------------------------------- |
| nadkomisarz | Zbigniew Maruszewski    | był X 1928 –             |                                               |
| inspektor   | Józef Ignacy Wiśniewski | był w 1931 – ?           | komendant Centralnej Szkoły Straży Granicznej |
| inspektor   | Aleksander Krawiecki    | był X 1932 – 20 VII 1939 | komendant Obwodu „Brasław”                    |
| inspektor   | Franciszek Sieczka      | 20 VII 1939 –            |                                               |

## Struktura organizacyjna
Organizacja inspektoratu w 1928:
- komenda − Stawiski
- komisariat Straży Granicznej „Rajgród”
- komisariat Straży Granicznej „Grajewo”
- komisariat Straży Granicznej „Szczuczyn”
- komisariat Straży Granicznej „Kolno”

Organizacja inspektoratu we wrześniu 1929 i w lutym 1930:
- komenda − Stawiski
- 1/1 komisariat Straży Granicznej „Janówka”
- 2/1 komisariat Straży Granicznej „Rajgród”
- 3/1 komisariat Straży Granicznej „Grajewo”
- 4/1 komisariat Straży Granicznej „Szczuczyn”
- 5/1 komisariat Straży Granicznej „Kolno”
- 6/1 komisariat Straży Granicznej „Leman”

Organizacja Obwodu SG Łomża w 1939:
- komenda − Łomża
- komisariat Straży Granicznej „Rajgród”
- komisariat Straży Granicznej „Grajewo”
- komisariat Straży Granicznej „Szczuczyn”
- komisariat Straży Granicznej „Kolno”
- komisariat Straży Granicznej „Pudełko”
- komisariat Straży Granicznej „Myszyniec”
- komisariat Straży Granicznej „Zaręby”